# Gojače
Gojače (wł.: Goiaci) – wieś w Słowenii w gminie Ajdovščina. We wsi znajduje się kościół św. Justusa należący do parafii Črniče, w Diecezji Koper. Znajdują się w nim obrazy słoweńskiego malarza barokowego Antona Čebeja.